# Tudor Greceanu
Tudor Greceanu (Bucarest, 13 maggio 1917 – Bucarest, 29 dicembre 1994) è stato un militare e aviatore rumeno, asso dell'aviazione della Forțele Aeriene Regale ale României durante la seconda guerra mondiale con 20 vittorie confermate e 16 probabili compiendo 960 missioni sul nemico, e volando per 4.200 ore sugli aerei da caccia . Decorato con l'Ordine di Michele il Coraggioso di terza classe.

## Biografia
Nacque a Bucarest il 13 maggio 1917, discendente di antiche famiglie di boiardi moldavi e pronipote di Ion Ghica. Si diplomò alla Scuola ufficiali della  Forțele Aeriene Regale ale României nel 1939 e fu promosso al grado di sottotenente il 1° luglio 1939. Nel 1940 iniziò i corsi di addestramento avanzato presso la Scuola caccia di Buzău e, dopo la cessione della Bessarabia, fu trasferita a Ghimbav, vicino a Brașov, arrivando a possedere sei brevetti di pilotaggio (il brevetto di pilota da caccia, di istruttore di volo, di pilota di bimotori, di acrobazia aerea,  di volo notturno e di volo senza visibilità). Prestò servizio per un certo periodo come istruttore alla Flotila 1 Vânătoare schierata sull'aeroporto di Bucureşti–Pipera,  comandata prima da Fătulescu e poi da Leo Romanescu. Fui poi assegnato alla Escadrila 52 Vânătoare, Grupul 5 Vânătoare, equipaggiata con gli Heinkel He 112, il cui comandante era Marin Ghica, un uomo estremamente severo.
Dopo l'inizio dell'Operazione Barbarossa, l'attacco all'Unione Sovietica iniziato il 22 giugno 1941, Grupul 7 Vânătoare prestò servizio sul fronte orientale. Schierato presso l'aeroporto di Salz il suo reparto vi operò fino alla caduta di Odessa. I piloti rumeni ebbero l'occasione di provare alcuni aerei da caccia russi Polikarpov I-16 Rata catturati, rimanendo stupiti dalle loro caratteristiche. Da Chisinau le operazioni vennero condotte a Tighina, poi oltre il Dnepr, a Salz, e dopo a Tiraspol, con l'aviazione rumena subordinata alla 4. Luftflotte tedesca. L'ultima missione del Grupul 7 Vânătoare nel corso della battaglia di Odessa fu quella di accompagnare il bombardamento di un convoglio di 41 navi sovietiche che tentavano di lasciare il e di attaccare gli idrovolanti che le accompagnavano. Quindi il Grupul 7 Vânătoare tornò in Romania, come la maggior parte delle unità rumene. Fu promosso al grado di tenente pilota il 24 gennaio 1942.
Ritornò sul fronte orientale nel settembre del 1942, e dopo l'inizio dell'offensiva sovietica a Stalingrado, il Grupul 7 Vânătoare fu circondato presso l'aeroporto di Karpovka, riuscendo poi a sfuggire all'accerchiamento. Nel marzo 1943, la sua unità era rimasta con un solo bombardiere Heinkel He 111 e tre caccia Messerschmitt Bf 109F operativi. I piloti vennero convocati a Bucarest, dove gli fu detto che a Berlino sapevano che la scomparsa del Grupul 7 Vânătoare dal fronte era dovuta alla mancanza di aerei, ed era stato deciso di collocare il gruppo nell'unità di caccia tedesca più elitaria e tradizionale, lo Jagdgeschwader 3 "Udet" equipaggiandolo con i Messerschmitt Bf 109G.
Dopo la riorganizzazione, i piloti del Grupul 7 Vânătoare guidato da Mihai Romanescu, e Radu Gheorghe (comandante del Grupul 7 Vânătoare) giunse a Dnipro, Ucraina, venendo accolti all'atterraggio dall'oberst Wolf Dietrich Wilcke, comandante dello JG 3, dal suo secondo, il maggiore Kurt Brändle, e dal comandante del 3./JG 3 Wolfgang Ewald, sotto il cui comando avrebbero dovuto operare gli aviatori rumeni.
L'11 maggio 1943 fu incluso nell'Escadrila 57 Vânătoare sotto il comando del capitano Alexandru Şerbanescu. Il 18 luglio il Grupul 7 Vânătoare abbatté 15 aerei sovietici mentre altre cinque vittorie furono classificate come probabili. Tra i piloti che avevano conseguito vittorie vi era anche lui. Il giorno dopo abbatté un LaGG-3 e il 23 luglio un altro caccia sovietico. Il 4 agosto 1943 abbatté un cacciabombardiere Ilyushin Il-2 conseguendo il 13 agosto un'altra vittoria. Il 30 agosto, l'asso rumeno, insieme ad altri cinque piloti da caccia, vennero insigniti dell'Ordine di Michele il Coraggioso di 3ª classe. Alla fine del 1943, durante l'evacuazione dell'ospedale di Taganrog, una città ucraina che era stata circondata dai tedeschi, si distinse nuovamente, accanto a Cristea Chirvasuta. La missione risultò particolarmente pericolosa a causa delle condizioni meteorologiche avverse e della scarsa visibilità, e solo i due piloti accettarono di partecipare alla missione.
Dovevano scortare una formazione di 60 aerei da trasporto Junkers Ju 52 a Taganrog, da dove sarebbero stati trasferiti i soldati feriti e quelli lì rimasti. I due caccia rumeni uscirono dalla fitta nebbia nel punto designato e accompagnarono la formazione degli aerei da trasporto a Taganrog.
Una volta completata l'evacuazione, 40 caccia Curtiss P-40 sovietici apparvero all'orizzonte e lui e Chirvasuta attaccarono il nemico, dando alla flottiglia il tempo necessario per allontanarsi. I due piloti riuscirono a malapena a salvarsi. Utilizzando solo gli strumenti, di bordo i due piloti volarono fino alla zona in cui si trovava l'aeroporto,  guidati da terra attraverso la stazione radio basandosi sul rumore dei motori. Riuscirono così a uscire dalle nuvole nel punto ottimale e ad atterrare in sicurezza con i serbatoi della benzina erano vuoti. Il comandante della formazione degli Junkers si presentò personalmente per congratularsi con i due coraggiosi aviatori.
Il 13 febbraio 1944 fu nominato comandante dell'Escadrila 48 Vânătoare, che faceva parte del Grupul 9 Vânătoare, il cui comandante, da quello lo stesso giorno, era il capitano Şerbanescu.
Il 10 marzo 1944 egli venne abbattuto da uno Yakovlev sovietico. Il 25 aprile, durante una battaglia tra cinque Bf-109G rumeni e un gruppo di otto Lavochkin La-5 e quattro Bell P-39 Airacobra abbatté un caccia P-39.
Il 23 giugno 1944, circa 500 bombardieri della 15th Air Force statunitense attaccarono Ploiești. Durante uno scontro con i caccia Messerschmitt schierati a difesa il suo aereo fu colpito e dovette  effettuare un atterraggio di emergenza a 13 km a ovest della città di Gaesti, situata 61 km a sud-ovest di Ploesti. Rimasto ferito rimase ricoverato due mesi in ospedale.
Dopo la guarigione  rientrò in servizio al Grupul 9 Vânătoare. Dopo il 23 agosto 1944 fu promosso al grado di capitano pilota e nell'autunno-inverno del 1944 prese parte alle operazioni contro le forze tedesche in ritirata in Ungheria, Cecoslovacchia e Germania.
Verso la fine della guerra, a Wiener Neustadt, nel 1945, la Commissione di controllo alleata in Germania richiese una dimostrazione con tutti i tipi di aerei di fabbricazione tedesca e, poiché la FARR era equipaggiato con questo tipo di velivoli, e affinché i piloti tedeschi non fossero presenti a questa dimostrazione, fu richiesto dagli Alleati che ogni tipo di aereo fosse presentato in volo dai migliori piloti che avessero familiarità con quel tipo. Incaricato di presentare il Messerschmitt 109G in occasione di questo evento, sull'aeroporto militare di Wiener Neustadt vide un aereo a reazione Messerschmitt Me 262. Poiché nessuno osava decollare con un aereo del genere da terra, un colonnello americano lo chiamò e gli chiese se poteva portarlo in volo.  Alla richiesta seguì un volo di prova durato 7-8 minuti, con qualche acrobazia aerea, effettuato senza problemi pur non avendo alcuna esperienza su quel tipo di velivolo.
Ritornato in Romania rimase in servizio fino al 4 aprile 1949 quando la polizia irruppe nella sua casa arrestandolo e trasferendolo nella cella numero 12 del Ministero degli Interni. Interrogato da un capitano della Securitate fu successivamente condannato a 16 anni di carcere, che scontò a Jilava, nelle miniere di Cavnic, lavorando nel canale Danubio-Mar Nero, a Gherla e ad Aiud. Nel carcere di massima sicurezza di Aiud, nel 1951, i professori Mircea Vulcănescu e Nicolae Mărgineanu progettarono una fuga di massa dei prigionieri che, una volta liberi, avrebbero contattato la resistenza anticomunista sulle montagne. Tuttavia, non tutti i prigionieri furono d'accordo e solo lui, il giornalista Valeriu Şirianu e l'ufficiale dell'aviazione Gheorghe Spulbatu osarono tentare di evadere. Il 20 dicembre i tre misero in atto il loro piano, che causò la morte di un altro prigioniero. Nel tentativo di oltrepassare il muro di cinta egli cadde malamente e si ruppe entrambe le ossa della gamba sinistra, venendo catturato pochi minuti dopo. Anche gli altri due evasi furono catturati, e tutti e tre vennero condannati a morte. Rifiutato di presentare ricorso contro la sentenza il tribunale di Cluj ordinò che il ricorso fosse per tutti e tre gli evasi fosse presentato d'ufficio a Bucarest, venendo accolto per lui e rifiutato per gli altri due che vennero poi giustiziati. La sua condanna venne commutata nell'ergastolo con i lavori forzati, e fu successivamente amnistiato nel 1964. A causa delle dure condizioni di detenzione in prigione, tenuto con entrambi i piedi nell'acqua gelida, entrambe le sue gambe vennero successivamente amputate. Per gli straordinari risultati ottenuti durante la guerra, nel fascicolo di Tudor Greceanu si legge: "bloccato per la mobilitazione nella 1ª Flottiglia da caccia in quanto indispensabile". Per questo motivo, quando fu rilasciato dalla prigione nel 1964, mantenne il grado di capitano, nonostante la legge stabilisse che la detenzione politica comportasse inevitabilmente la perdita del grado militare e l'ottenimento del certificato di soldato semplice. Tornato a Bucarest dopo la sua liberazione vi svolse vari lavori non qualificati, lavorando, negli ultimi anni della sua attività professionale, presso l'Istituto di Architettura.  Morì il 29 dicembre 1994 a Bucarest. In sua memoria, la scuola di volo di Tuzla (distretto di Costanza) porta il suo nome dal 13 maggio 2017.

### Annotazioni
1. ↑  All'epoca nella Flotila 1 Vânătoare, equipaggiata con gli aerei da caccia, volava l'élite dei piloti rumeni: Jienescu, Fatulescu, Burileanu, Milu, Tomulescu e Trandafirescu.

### Fonti
1. 1 2 3 4 5 6 7 8 9 10 11 12 13 14 15 16 17 18 19 20 21 22 23 24 25 26 27 28 29  Adevarul.
2. 1 2 3 4 5 6 7 8 9 10 11 12 13 14  Ziare.
3. ↑  Tudor Greceanu.
4. 1 2 3 4  Aviatia Magazin.
5. 1 2 3 4 5 6  Rador.